# Pferdeberg (Eichsfeld)

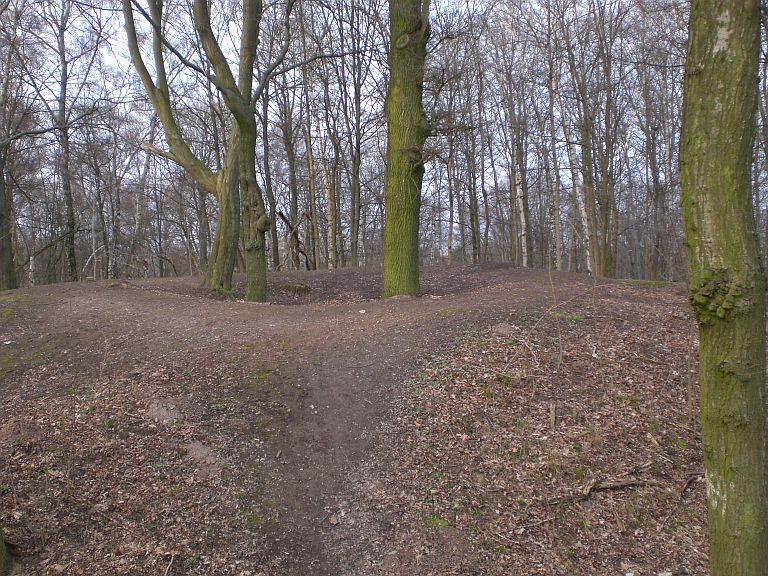
Reste der Wall-Graben-Anlage der Pferdebergwarte

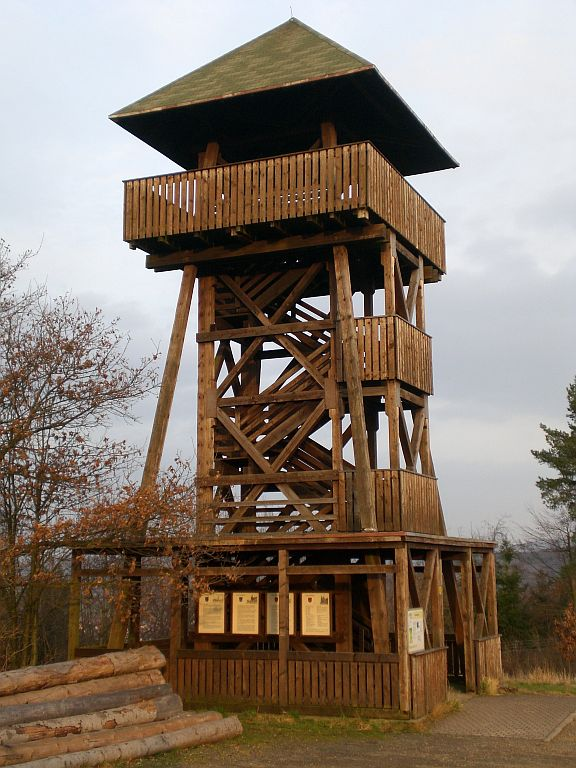
Pferdebergturm im Februar 2008

Der Pferdeberg ist mit einer Höhe von 280,4 m ü. NHN eine der höchsten Erhebungen im Untereichsfeld ungefähr zwei Kilometer südwestlich von Duderstadt in Südniedersachsen.

## Geographie
Der Pferdeberg liegt im südlichen Randbereich der Goldenen Mark zwischen den Duderstädter Ortsteilen Gerblingerode, Immingerode und Tiftlingerode unmittelbar an der ehemaligen Innerdeutschen Grenze und heutigen niedersächsisch-thüringischen Landesgrenze. Südöstlich befindet sich das thüringische Teistungen. Eingegrenzt wird der Berg von der Hahle im Osten und dessen Zufluss Muse im Norden und Nordwesten, nebst dessen Nebenarm Große Icke im Südwesten. Ausläufer des Pferdeberges sind im Norden der Kesperberg (ca. 240 m) und im Süden der Köterberg (ca. 245 m). Naturräumlich gehört der Berg zum Duderstädter Becken innerhalb des Eichsfelder Beckens. Die geologische Grundlage des Berges besteht aus mittlerem und unteren Buntsandstein.

## Natur und Tourismus
Das waldreiche Gebiet liegt im Landschaftsschutzgebiet „Untereichsfeld“ des Landkreises Göttingen, die östlichen und südlichen Bereiche des Berges werden auch landwirtschaftlich genutzt. Neben Pirol, Waldkauz und Waldohreule ist auch eine kleine Population der Haselmaus zu finden. Das Gebiet ist für den Tourismus dicht erschlossen. Zu dem gut ausgebauten Netz der Wanderwege gehört auch der zum Grenzlandmuseum Eichsfeld in Teistungen gehörende Grenzlandweg. Dieser führt entlang alter Anlagen der DDR-Grenztruppen und läuft nach einem kurzen Teilstück in Niedersachsen wieder in das direkt angrenzende Thüringen zurück. Außerdem bieten ein Trimmpfad, ein Waldlehrpfad, ein Kinderspielplatz, ein Grillplatz mit Schutzhütte und überdachter Tisch- und Bankgruppe weitere Möglichkeiten auch für die Naherholung. Direkt auf dem Berg liegt das Waldgasthaus „Zur schönen Aussicht“ mit einer weiten Aussicht nach Norden in Richtung Thüringen. Am Fuße des Berges bei Gerblingerode befindet sich das „Ferienparadies Pferdeberg“, eine 1983 errichtete Ferienstätte des Kolpingwerkes.

## Geschichte

### Pferdebergwarte
Auf dem höchsten Punkt des Pferdeberges lag im Mittelalter die Pferdebergwarte. Als Bestandteil der Duderstädter Landwehr gehörte sie zum Verteidigungssystem der Stadt. Erstmals erwähnt wurde sie 1445 im Rechnungsbuch (Annale) der Stadt als Pferde-Warde. Erbaut wurde sie vermutlich Ende des 14. Jahrhunderts, als Duderstadt in einer Fehde mit Hans von Osterode lag. Mit Hilfe von Feuerzeichen konnte bei Gefahr der Türmer der St.-Cyriakus-Kirche alarmiert werden, damit der Stadt ausreichend Zeit für die Einleitung von Verteidigungsmaßnahmen gegeben werden konnte. Heute zeugen nur noch die Reste der Wall-Graben-Anlage von ihrer Existenz. Diese ist bereits 1937 mit der auf ihr stockenden Baumgruppe als Naturdenkmal ausgewiesen worden.

### Innerdeutsche Grenze

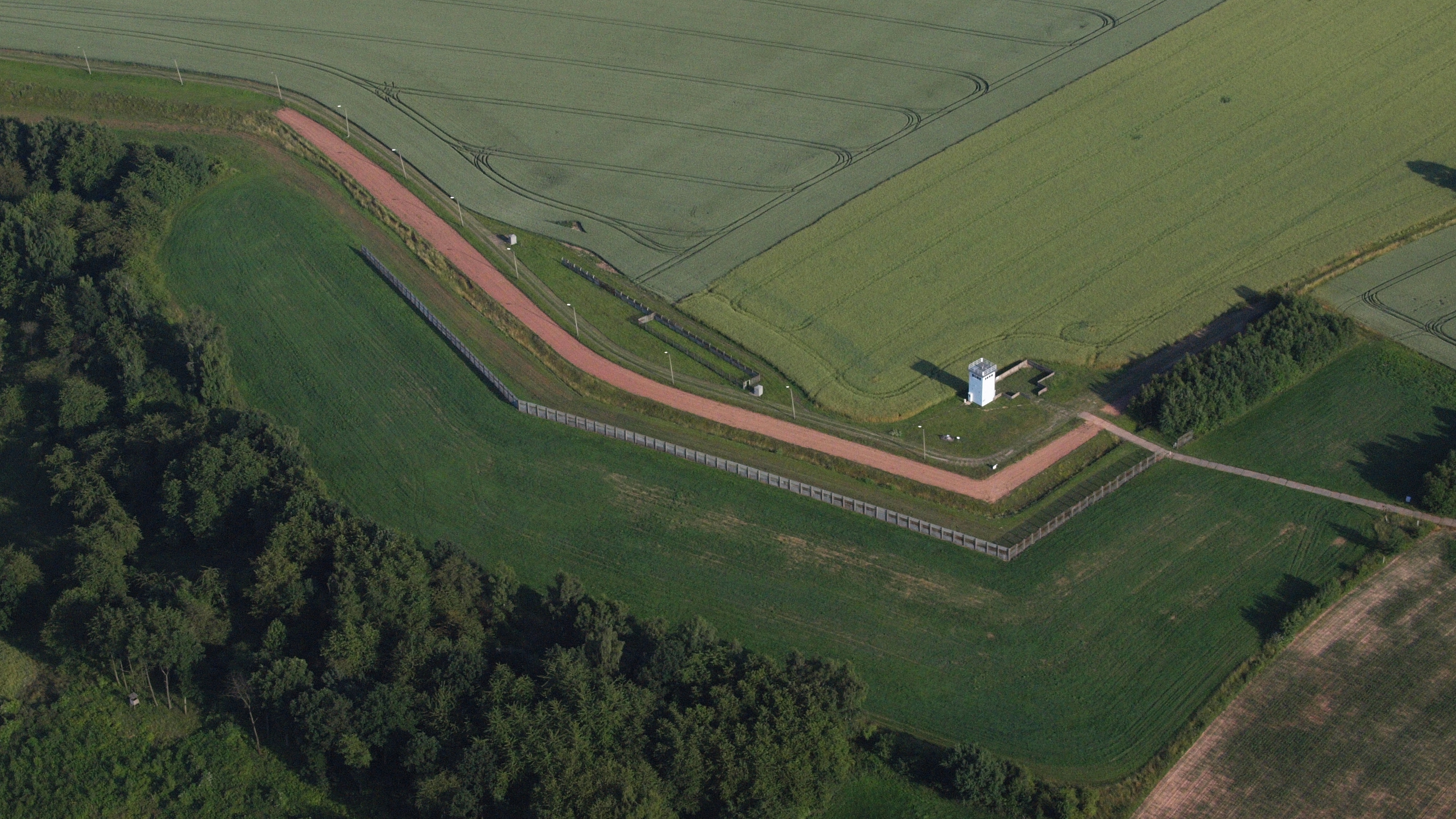
Luftaufnahme vom südlichen Pferdeberg mit ehemaligen Grenzanlagen der Innerdeutschen Grenze

Die Gemarkungsgrenze zwischen Teistungen und Gerblingerode/Immingerode im südlichen Teil des Pferdeberges bildete nach 1814 die Grenze zwischen der preußischen Provinz Sachsen und Königreich Hannover und ab 1866 der Provinz Hannover. Am 1. September 1945 kam es zwischen der sowjetischen und britischen Besatzungszone vermutlich im Rahmen einer Grenzbegradigung zu einem Gebietsaustausch vom Pferdeberg bis zum östlich gelegenen Lindenberg. Mit dem späteren Ausbau der Grenzanlagen durch die DDR wurde auch dieser Abschnitt der Innerdeutschen Grenze für die Menschen undurchdringlich. Nach der Wiedervereinigung 1990 wurden mit Gründung des Grenzlandmuseums Eichsfeld auch Teile der ehemaligen Grenzanlagen auf dem Pferdeberg für die Nachwelt erhalten und sind entlang des Grenzlandweges zu besichtigen. 

#### Grenzzwischenfall am Pferdeberg
Am 14. August 1964 kam es im Bereich des Gebietsaustausches am Pferdeberg zu einem Grenzzwischenfall. Grenzsoldaten der DDR begaben sich auf das Hoheitsgebiet der BRD und versuchten durch Einschlagen von Grenzpfählen den Grenzverlauf zu ändern. Durch ein Eingreifen des Bundesgrenzschutzes wurde die Grenzpfähle wieder entfernt und das Gebiet gesichert.

#### Pferdebergturm
Ein weiteres Wahrzeichen des Berges ist der 14 Meter hohe Pferdebergturm. Erbaut wurde er von der Stadt Duderstadt und am 22. November 1984 in seiner jetzigen Form seiner Bestimmung übergeben. Er diente dazu, die nahe gelegene Grenze zwischen Ost- und Westdeutschland zu beobachten. Benutzt wurde er auch vom Bundesgrenzschutz. In erster Linie diente er aber zur Touristeninformation. Bis zur Grenzöffnung fanden jährlich zum Tag der deutschen Einheit am 17. Juni Gedenkveranstaltungen in seiner Nähe statt. Der Pferdebergturm ersetzte einen direkt daneben liegenden Beobachtungsstand, der 1948 durch deutsche Zollbedienstete zur Grenzüberwachung errichtet wurde. Ab 1956 wurde dieser auch von in Duderstadt stationierten Bundesgrenzschutzbeamten benutzt und von diesen zur Schutzhütte erweitert. Nach dem Grenzzwischenfall am 14. August 1964 wurde er zusätzlich mit einer Aussichtsplattform versehen. 1952 wurde neben der Schutzhütte das Pferdebergkreuz errichtet. Auf dem damaligen Platz des Kreuzes steht heute der Pferdebergturm, das Kreuz wurde auf einen anderen Standort umgesetzt.

## Sehenswürdigkeiten auf dem Pferdeberg
- mehrere Aussichtspunkte, unter anderem auf dem Pferdebergturm mit Aussicht ins südliche Untereichsfeld und bei guter Sicht bis zum Oberharz mit dem Brocken
- Pferdebergkreuz
- Grenzlandweg mit Grenzanlagen an der Führungsstelle Pferdeberg
- Reste der mittelalterlichen Pferdebergwarte und des Duderstädter Knickes
- Stationsweg Immingerode
- Waldlehrpfad